# Skriketorp
Skriketorp is een plaats (tätort) in de gemeente Norrköping in het landschap Östergötland en de provincie Östergötlands län in Zweden. De plaats heeft 246 inwoners (2010) en een oppervlakte van 31,88 hectare.